# Handley Page Victor

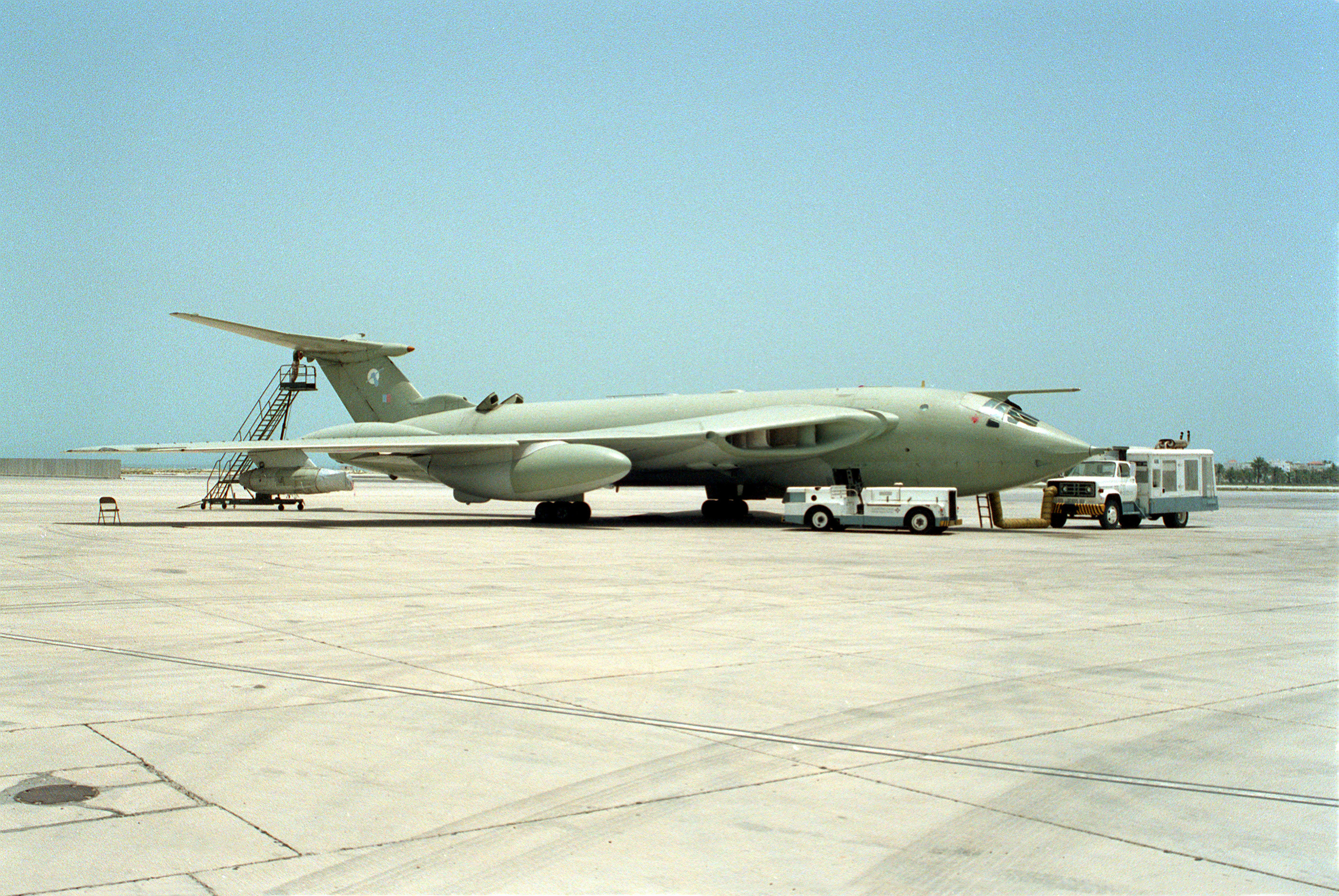
Handley Page Victor K.Mk.2, 1993

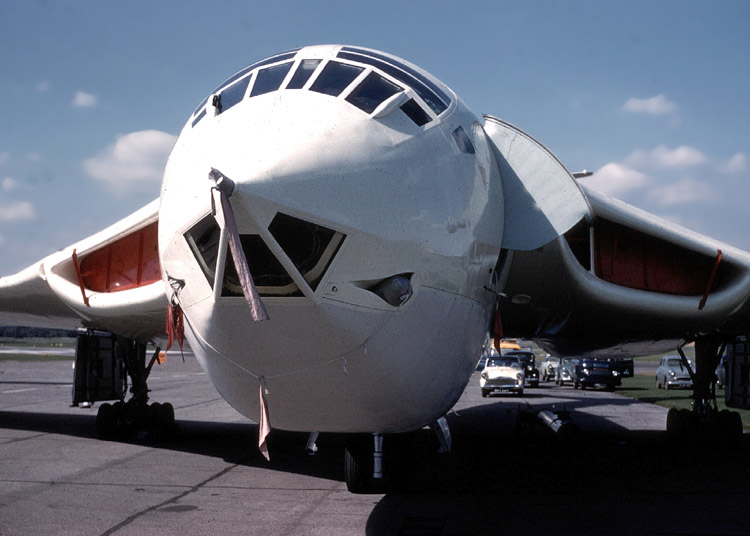
Nase eines Victor-V-Bombers

Die Handley Page H.P.80 Victor war ein vierstrahliger Bomber der Zeit des Kalten Krieges aus britischer Produktion. Sie war einer der drei für den Abwurf von Atombomben vorgesehenen Typen der „V-Bomber“-Reihe (neben der Vickers 667 Valiant und der Avro 698 Vulcan). Entwickelt und hergestellt von der Handley Page Aircraft Company, reichte ihre Entwicklung bis in das Jahr 1947 zurück.

## Entwicklung
Die Victor geht auf die Spezifikation B.35/46 zurück. Damals forderte die Royal Air Force einen strategischen Mittelstreckenbomber für den schallnahen Geschwindigkeitsbereich in großen Höhen, der gleichzeitig in der Lage sein sollte, Kernwaffen zu tragen. Die Victor ist ein freitragender Mitteldecker in Ganzmetallbauweise mit T-Leitwerk und gepfeilten Tragflächen, das Fahrwerk ist komplett einziehbar. Sie erhielt wie die Valiant einen Sichelflügel, war jedoch moderner und erreichte zudem eine höhere Geschwindigkeit als die Vulcan. Während eines Testfluges durchbrach einer der Prototypen sogar die Schallmauer, obwohl die Konstruktion dafür ursprünglich nicht ausgelegt war.
Am 24. Dezember 1952 startete der Prototyp zum Erstflug, ging jedoch am 18. Juli 1954 bei einem Testflug verloren, was die Aufnahme der Serienflugerprobung um drei Jahre verzögerte. Erst 1958 übernahm die RAF die ersten von 50 Victor BMk.1. Abgeleitet aus dieser wurden die verbesserte B.1A, der Aufklärer/Bomber B(PR).1 sowie der Tanker B(K).1.
In ihrer Rolle als Trägersystem wurde die Victor auch mit der nuklearen Luft-Boden-Rakete Blue Steel ausgerüstet.
Nach dem Erstflug am 20. Februar 1959 wurde 1962 die Victor B.2 in Dienst gestellt. Aus ihr entstand 1965 der strategische Aufklärer B(SR).2.
Aus der Victor sollte auch ein Truppentransporter mit der Bezeichnung Handley Page HP.111 mit zwei Decks abgeleitet werden, der insgesamt 200 Soldaten befördern konnte (145 auf dem Oberdeck, 55 auf dem unteren Deck). Parallel dazu sollte eine zivile Version dieses Truppentransporters unter der Bezeichnung Handley Page HP.111C als Passagierjet und Frachtflugzeug entwickelt werden, der auf dem Oberdeck ebenfalls 145 Passagiere oder auf beiden Decks Frachtpaletten aufnehmen sollte.

## Truppendienst
Die Umschuleinheit, die 230. Operational Conversion Unit, in RAF Waddington, die zuvor Valiant-Crews ausbildete, erhielt im November 1957 ihre ersten Exemplare und die erste Einsatzstaffel, die 10. Squadron, wurde im April 1958 in RAF Cottesmore aufgestellt. Nach dem kompletten Zulauf besaß das RAF Bomber Command sechs Einsatzstaffeln. Neben der strategischen Rolle wurden Victors auch konventionell bewaffnet und kamen erstmals Mitte der 1960er Jahre bei der Konfrontasi in Indonesien zum Einsatz (siehe nächster Abschnitt). Die Flugzeuge waren in RAF Cottesmore, RAF Marham, RAF Waddington, RAF Wittering und RAF Wyton stationiert.
Die 55. Squadron verlegte im Mai 1965 von RAF Honington nach RAF Marham, wo sie die erste Victor-Staffel in der Luftbetankungsrolle wurde. Alle verbliebenen Victor wurden ab 1969 bei drei Staffeln nur mehr als Tanker eingesetzt. Die letzte Staffel wurde erst 1993 außer Dienst gestellt.

## Einsätze
Während des Borneo-Konfliktes der Jahre 1962–1965 flogen zwei Victor BMk 1A die einzigen offensiven Bombereinsätze in der Geschichte dieses Flugzeugtyps.
Im Falklandkrieg 1982 war bei der Operation Black Buck die Victor als Luftbetankungsflugzeug für die Avro-Vulcan-Bomber eingesetzt. Die Victor wurde zudem auch in der Operation Desert Storm 1991 eingesetzt und blieb bis 1993 als Tanker im Dienst der RAF; sie war zugleich das letzte von Handley Page produzierte Kampfflugzeug und auch der langlebigste „V-Bomber“, jedoch nicht in der Rolle des Bombers.

## Militärische Nutzung
Vereinigtes Königreich
- Royal Air Force

### Stationierungsorte
- RAF Cottesmore, Victor B.1/B.1A/B.2, April 1958 bis Oktober 1964 (10. und 15. Squadron, C-Flight/232. Operational Conversion Unit bzw. Victor Training Flight)
- RAF Honington, Victor B.1/B.1A, Januar 1956 bis Dezember 1965 (55. und 57. Squadron)
- RAF Marham, Victor B(K).1A/K.1/K.1A/K.2, Mai 1965 bis Oktober 1993 (55. und 57. Squadron, Victor bzw. 232. Operational Conversion Unit)
- RAF Wittering, Victor B.2, März 1963 bis Februar 1970 (Victor Training Flight)

## Zwischenfälle
Vom Erstflug 1952 bis zum Betriebsende 1993 kam es mit Handley Page Victor zu 18 Totalschäden von Flugzeugen. Bei 10 davon kamen 44 Menschen ums Leben. Beispiel:
- Am 16. Juni 1962 wurde eine Handley Page Victor B.1 der Royal Air Force (Luftfahrzeugkennzeichen XA929) bei einem zu späten Startabbruch auf der Royal Air Force Station Akrotiri (Zypern) zerstört. Die schwer beladene Maschine hob am Startbahnende noch kurz ab, stürzte dann wieder zu Boden, zerbrach in mehrere Teile und kam 1040 Meter hinter dem Bahnende zum Stillstand. Schon kurz nach dem ersten Aufschlag brach ein Feuer aus. Alle 6 Besatzungsmitglieder kamen ums Leben.[4]

## Technische Daten

Handley Page Victor

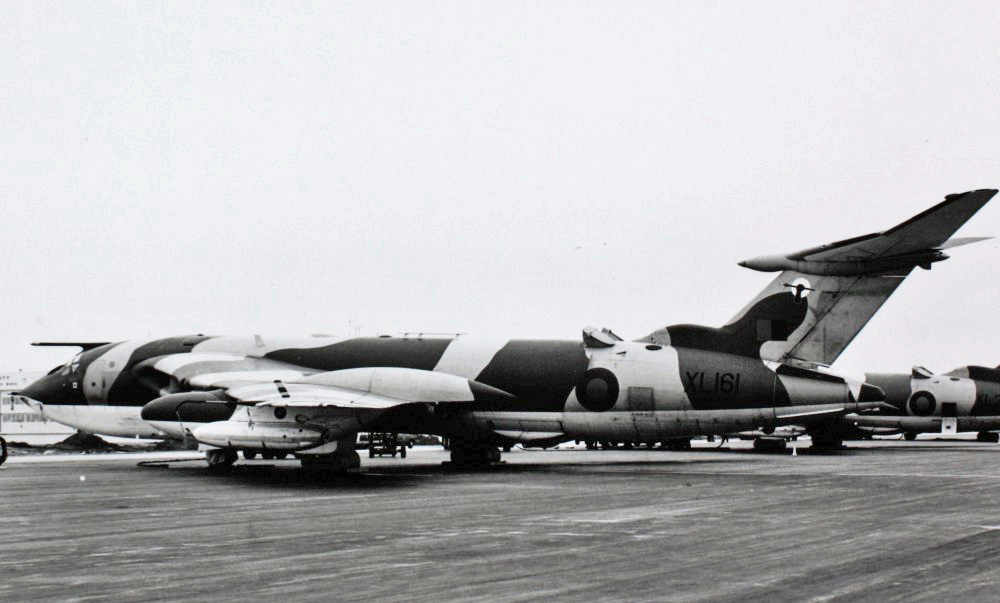
Handley Page Victor mit Anti-Shock-Bodies auf den Tragflächen

| Kenngröße             | Daten (Victor B Mk.2)                       |
| --------------------- | ------------------------------------------- |
| Besatzung             | 5                                           |
| Länge                 | 35,03 m (B Mk.1: 31,24 m)                   |
| Spannweite            | 36,58 m (B Mk.1: 33,55 m)                   |
| Höhe                  | 8,97 m                                      |
| Flügelfläche          | 241 m²                                      |
| Flügelstreckung       | 5,6                                         |
| Startmasse            | 79.450 kg                                   |
| Zuladung              | 15.890 kg                                   |
| Antrieb               | vier Rolls-Royce Conway 201 mit je 87,88 kN |
| Höchstgeschwindigkeit | 1024 km/h                                   |
| Marschgeschwindigkeit | 957 km/h                                    |
| Gipfelhöhe            | 18.300 m                                    |
| Reichweite            | 7360 km                                     |

## Bewaffnung

### Außenlasten
Luft-Boden-Marschflugkörper
- 1 × Avro Blue Steel (Rakete mit nuklearem 1,1-MT-Sprengsatz)

### Bombenschacht
Kampfmittel bis zu 20.430 kg in einem zentralen internen Waffenschacht.
Ungelenkte Bomben
- 35 × Royal Ordnance GP Mk. IV (1.000-lb-/454-kg-Freifallbombe)
- 20 × Mark 65 „Quickstrike“ (907-kg-/2.000-lb-Seemine)
- 2 × Bomb Aircraft 12.000 lb DP, Mk 1 Tallboy
- 1 × Bomb Aircraft 22.000 lb DP, Mk 1 Grand Slam
- 1 × „Violet Cub“ Bomb Aircraft 3.310 lb (Freifallbombe mit nuklearem 400-kt-Sprengsatz)
- 1 × „Yellow Sun Mk.2“ Bomb Aircraft 7.250 lb (Freifallbombe mit nuklearem 400-kt-Sprengsatz)
- 4 × B28 (nukleare Freifallbombe mit 70–1.450-kT-Sprengsatz)
- 4 × WE.177B (fallschirmverzögerte Freifallbombe mit nuklearem 450-kt-Sprengsatz)